# 保利娜·加西亚
保利娜·加西亚（西班牙語：Paulina García，1960年11月27日—），女，智利演员。曾获得柏林国际电影节最佳女演员银熊奖。